# 蔡启运
蔡启运（1916年—1991年），台湾台北人，中华人民共和国蔬菜栽培专家、政治人物，吉林农业大学教授，吉林省政协原副主席，第六、七届全国政协委员。